# Дом Капустина
Дом Капустина — жилое здание в стиле «северный модерн», расположенное в Санкт-Петербурге (Адмиралтейский район, округ Коломна) на пересечении набережной реки Фонтанки и Климова переулка. Объект культурного наследия регионального значения.

## История
Шестиэтажный доходный дом был спроектирован архитектором А. Ф. Бубырем и построен в 1910—1912 годах по заказу К. И. Капустина, одного из первых автомобилистов России (во дворе был предусмотрен гараж для собственного автомобиля жившего здесь же домовладельца).

## В искусстве
Дом Капустина, несмотря на его мрачный внешний вид до наружного ремонта в 2000-е годы, был запечатлен в некоторых художественных произведениях:

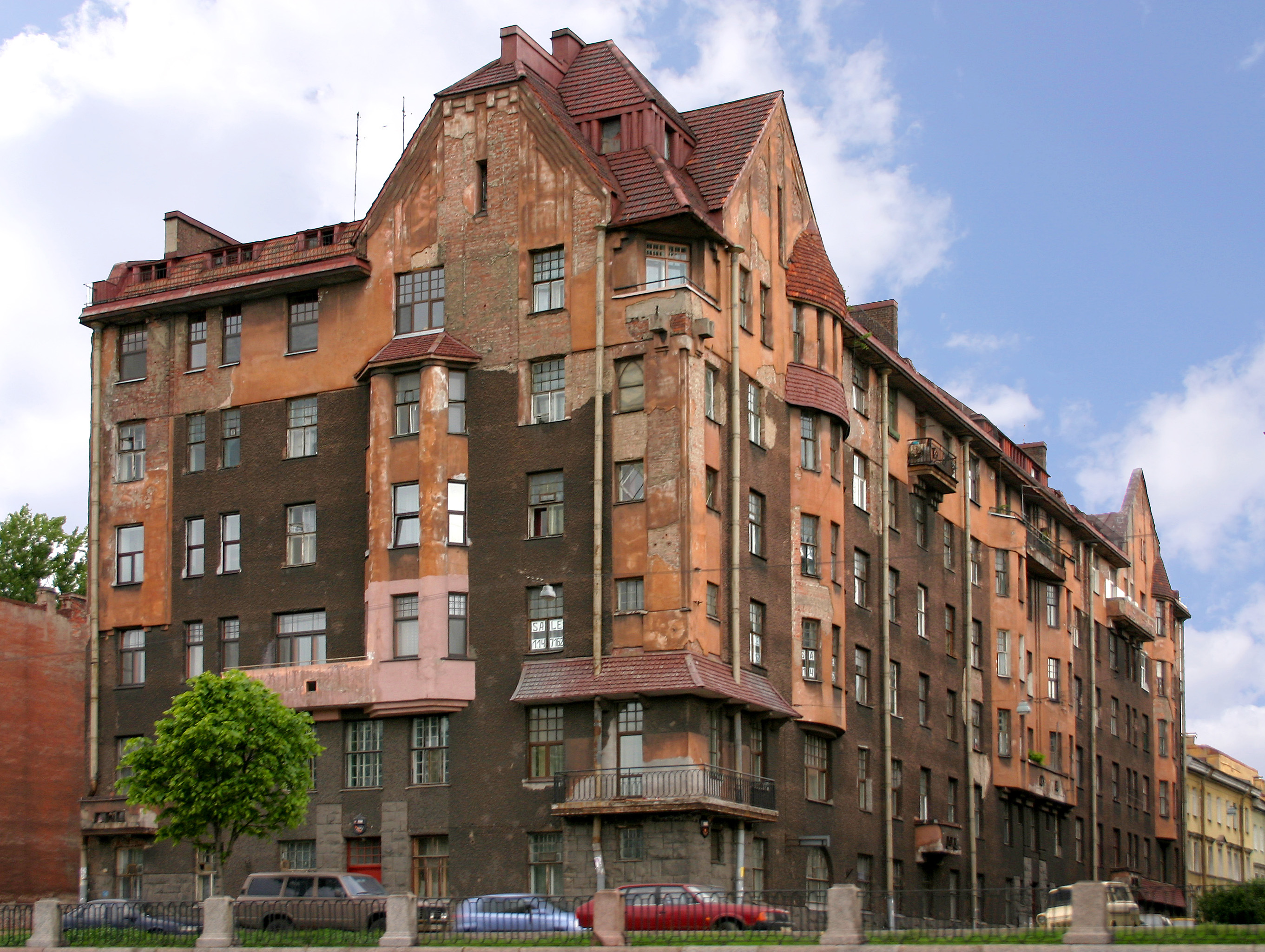
До ремонта фасадов (2004 год)

- В фильме «Питер FM» дом производит впечатление на одного из главных героев, архитектора по профессии (исп. Евгений Цыганов), который постоянно приходит на набережную напротив здания, чтобы зарисовать или просто полюбоваться[4][3].
- Квартира 53 в этом доме — одно из мест действия романа Владимира Васильева «Лик Чёрной Пальмиры» из «вселенной Дозоров»:

«Не будь у дома таких мрачных и грязных стен, он был бы, пожалуй, даже красивым. Эркеры и фронтоны, высокие окна — все это, слившись воедино, сделало бы архитектуру любого здания неповторимой, единственной.
— Климов переулок, девять, — Швед прочел надпись на чумазой, некогда белой табличке. — И одновременно — набережная Фонтанки сто пятьдесят девять. У него что же, два адреса?»
— Владимир Васильев, «Лик Чёрной Пальмиры» — Глава четвертая